# Nowawieś Chełmińska
Nowawieś Chełmińska (do 31 grudnia 2002 Nowa Wieś Chełmińska) – wieś w Polsce położona w województwie kujawsko-pomorskim, w powiecie chełmińskim, w gminie Chełmno.

## Podział administracyjny
| SIMC    | Nazwa  | Rodzaj                          |
| ------- | ------ | ------------------------------- |
| 1028153 | Piaski | część wsi (zniesiona w 2023 r.) |
| 1028199 | Żaki   | część wsi                       |

W latach 1939–1945 położona była w okręgu Rzeszy Gdańsk-Prusy Zachodnie, w rejencji bydgoskiej (Regierungsbezirk Bromberg), w powiecie Chełmno (Kreis Kulm).
W latach 1954–1959 wieś należała i była siedzibą władz gromady Nowawieś Chełmińska, po jej zniesieniu w gromadzie Podwiesk. W latach 1975–1998 miejscowość administracyjnie należała do województwa toruńskiego. 1 stycznia 2003 nastąpiła zmiana nazwy wsi z Nowa Wieś Chełmińska na Nowawieś Chełmińska.

## Demografia
Według Narodowego Spisu Powszechnego (III 2011 r.) wieś liczyła 258 mieszkańców. Jest dziesiątą co do wielkości miejscowością gminy Chełmno.

## Historia
Miejscowość wzmiankowana w 1233 roku, od 1396 roku w posiadaniu miasta Chełmna. W roku 1751 zasiedlona kolonistami olenderskimi - pozostało po nich wiele budynków drewnianych konstrukcji zrębowej typowych dla tego osadnictwa w 1. połowie XIX wieku. W XIX wieku do Nowej Wsi Chełmińskiej dołączono wieś Wenecja zwaną też Wenedja oraz osadę  Żaki .
W latach 1939 - 1942 dotychczasową nazwą wsi było Kulmisch Neudorf, lecz po przeprowadzonej zamianie nazw miejscowości w Okręgu Rzeszy Gdańsk-Prusy Zachodnie, w latach 1942 - 1945 nazywała się Kulmischneudorf.     